# Serradilla del Llano (kommunhuvudort)
Serradilla del Llano är en kommunhuvudort i Spanien.   Den ligger i provinsen Provincia de Salamanca och regionen Kastilien och Leon, i den centrala delen av landet, 220 km väster om huvudstaden Madrid. Serradilla del Llano ligger 877 meter över havet och antalet invånare är 217.
Terrängen runt Serradilla del Llano är kuperad åt nordost, men åt sydväst är den platt. Terrängen runt Serradilla del Llano sluttar västerut. Runt Serradilla del Llano är det glesbefolkat, med 11 invånare per kvadratkilometer. Närmaste större samhälle är Ciudad Rodrigo, 18,6 km nordväst om Serradilla del Llano. Omgivningarna runt Serradilla del Llano är huvudsakligen savann.